# دهه ۱۹۰ (پیش از میلاد)

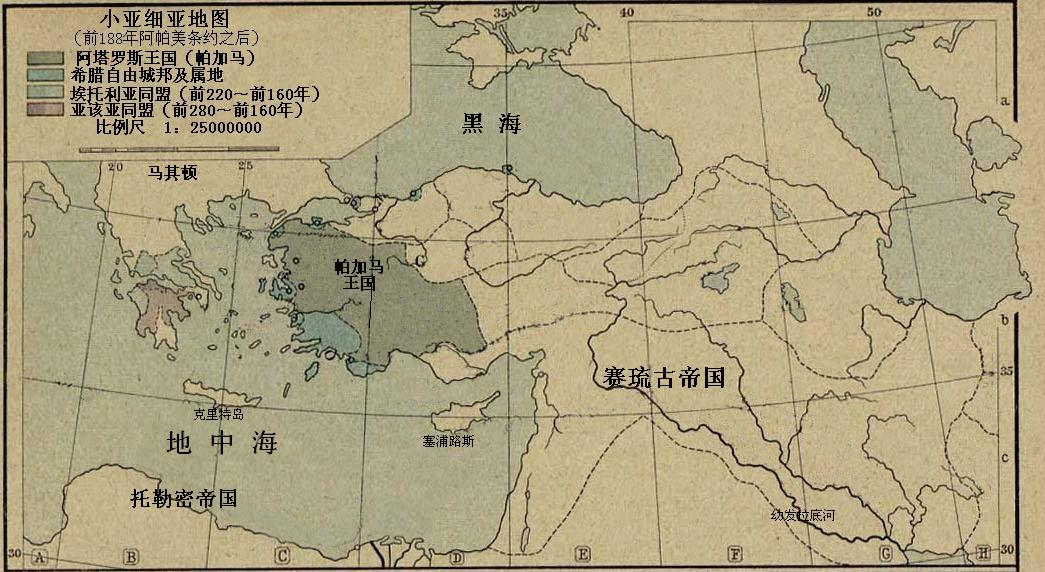
تغییرات در سرزمین اصلی یونان پس از سقوط اسپارت

دهه ۱۹۰ (پیش از میلاد) نوزدهمین دهه قبل از مبدا شروع تقویم میلادی است.